# HEY! (10-FEETの曲)
「HEY!」（ヘイ!）は、10-FEETの5枚目のシングル。2004年6月23日発売。

## 解説
- 完全限定盤として製作され、CDに加え、DVDと10-FEET オリジナル･ミニ・フライング･ディスクが封入されている。更に、このミニ・フライング･ディスクの飛ばし方の解説書も付いている。

## 収録曲

### CD
1. HEY!
  - 作詞・作曲・：TAKUMA／編曲：10-FEET
2. SEE YOU
  - 作詞・作曲・：TAKUMA／編曲：10-FEET

### DVD
1. nil?（Live at SHIBUYA AX 2004.3.20）
"REALIFE" TOUR '04の初日の映像。10-FEETとしては、初のオフィシャル映像作品となった。

## 参加ミュージシャン
- 10-FEET
  - TAKUMA：lead ＆ background vocals／guitars
  - NAOKI：bass／background vocals
  - KOUICHI：drums／background vocals

- Guest player
  - Dr.KyOn：keyboards（#2）